# Sadłowo (województwo warmińsko-mazurskie)
Sadłowo (niem. Sadlowo, 1930–1945 Bischofsburg, Oberförsterei) – osada leśna w Polsce położona w województwie warmińsko-mazurskim, w powiecie olsztyńskim, w gminie Biskupiec.
W latach 1975–1998 miejscowość należała administracyjnie do województwa olsztyńskiego.